# Кнышовка (Гадячский район)
Кнышовка (укр. Книшівка) — село,
Кнышовский сельский совет,
Гадячский район,
Полтавская область,
Украина.
Код КОАТУУ — 5320483001. Население по переписи 2001 года составляло 827 человек.
Является административным центром Кнышовского сельского совета, в который, кроме того, входят сёла
Броварки и
Дучинцы.

## Географическое положение
Село Кнышовка находится на правом берегу реки Псёл,
выше по течению на расстоянии в 1,5 км расположено село Дучинцы,
ниже по течению на расстоянии в 4 км расположено село Броварки,
на противоположном берегу — село Веприк.

## История
- 1693 — дата основания. Населенный пункт под названием Кнышовка (Knyszowka) упоминается на карте Боплана, составленной ок.1648 года. Исходя из этого, можно предположить, что село основано задолго до 1648 года. Очевидно, название села произошло от имени основателя — Кныш. Имя основателя, скорее всего, произошло от названия блюда «кныш».

## Экономика
- Молочно-товарная ферма.
- ООО «Калина».

## Объекты социальной сферы
- Детский сад «Вишенька».
- Школа.

## Известные жители и уроженцы
- Инзик, Иван Петрович (1919—1985) — Герой Социалистического Труда.